# Aliaga (província de Terol)
Aliaga és un municipi de la província de Terol i de la comarca de Cuencas Mineras conegut per la central tèrmica que va albergar entre 1952 i 1982. Està situat a la desembocadura del riu de la Val, al Guadalop, envoltat de turons i muntanyes. És travessat per la carretera A-1403.
El municipi d'Aliaga está format per sis nuclis de població: Aliaga, Aldehuela, Cirujeda, Santa Bárbara, Campos i La Cañadilla.

## Història
Tot i que els orígens històrics cal buscar-los en els ibers, fou en temps dels musulmans quan es va establir definitivament el poblament i es va construir la part central del castell. El topònim ve, precisament, de l'àrab Alulgha que vol dir vall retorçada.
Un cop conquerida pels reis d'Aragó el lloc va ser entregat a l'orde de Sant Joan de Jerusalem que va ampliar el castell de la manera que avui dia es conserva i van establir la seu d'una comanda a Aliaga, lligada a la Castellania d'Amposta. Fins al segle xx va estar emmurallada, però actualment només es conserva un arc d'entrada. També es conserven dues de les cinc arcades del pont sobre el riu Guadalope.
Al segle segle xvii es va erigir l'actual església parroquial i es va reconstruir l'ermita de la Mare de Déu de la Zarza, la qual té el seu origen en un temple medieval encara que la seva fisonomia barroca és de 1728. Aliaga va ser al s.XIX important plaça carlista dins el territori del Maestrat controlat pel general Cabrera. Refortificat el seu castell àrab cap a 1838, dos anys més tard és assetjada i conquerida definitivament pel general O'Donell per al govern liberal. En la guerra civil el poble va ser caserna republicana en la seva ofensiva contra Terol, fins a la seva presa a l'abril de 1938 pel general Varela.

## Mineria del carbó
Des de 1845 es coneix Aliaga pel seu carbó de pedra de bona qualitat. Els veïns ho extreien per a ús domèstic en excavacions superficials. A partir d'1940 es crea el Vedat Miner d'Aliaga, amb tres mines principals: Las Eras (a 1km d'Aliaga), Hoya Marina (en el límit amb Cobatillas) i Campos.
El 1952 va entrar en funcionament la central tèrmica, per a l'aprofitament energètic del carbó. L'aigua s'extreia de l'embassament construït al riu Guadalope, posant-se en pràctica un sistema de refrigeració en circuit tancat que requeria un subministrament baix. El transport de carbó es feia amb un sistema de vagonetes suspeses en una estesa de cables aeris.
Als dos grups generadors instal·lats en el seu inici es va unir, el 1951, un tercer que va permetre arribar a una potència de 45 megawatts. Es necessitaven 900 tm de combustible diaris que no podien subministrar les mines de la zona. L'escàs gruix de les capes de carbó i la seva disposició vertical o molt inclinada dificultaven els treballs i impedien la seva rendibilització. Les mines es van anar tancant, l'última en 1964, la Hoya Marina, i a partir de llavors es portava el carbó per carretera d'altres conques mineres de la província.
Així durant el segle XX es va viure una època d'esplendor al poble, amb la instal·lació de la central tèrmica, que fou la més gran d'Espanya. Amb tot, va tancar les portes durant els anys 80 el que va significar un declivi de la població, que llavors era cap de partit judicial.
L'obertura de la central tèrmica va fer que la població d'Aliaga arribés fins a 2.000 habitants. Al voltant del poble d'Aliaga van aparèixer dos barris nous per allotjar els treballadors, un cinema, un economat, una fonda per als solters i unes escoles.
Va ser la central tèrmica més gran d'Espanya amb un centenar de treballadors. D'arquitectura historicista, la nau central té 76 metres de llargada i 36 d'alçada. Es va tancar el 1982 i en els tres anys següents es va desmantellar. L'empresa propietària Eléctricas Reunidas de Zaragoza després es va integrar a Endesa.
En les muntanyes que envolten l'edifici s'aixequen unes torretes que eren part de l'estructura del telefèric que transportava les vagonetes de carbó directament des de les mines fins al complex d'Aliaga. La central va començar a necessitar més subministraments de carbó d'altres parts de la comarca i va començar a portar-se per carretera, augmentant els costos de producció, una de les causes del tancament d'Aliaga.
L'any 2012 va ser escenari del rodatge d'un curt que havia de recrear Sibèria. L'embassament annex a l'edifici principal, amb l'aigua gelada la major part de l'hivern, permetia recrear les gèlides terres de Russia. Una escena d'aquest film va ser la imatge promocional del Sónar de 2012.

## Parc Geològic

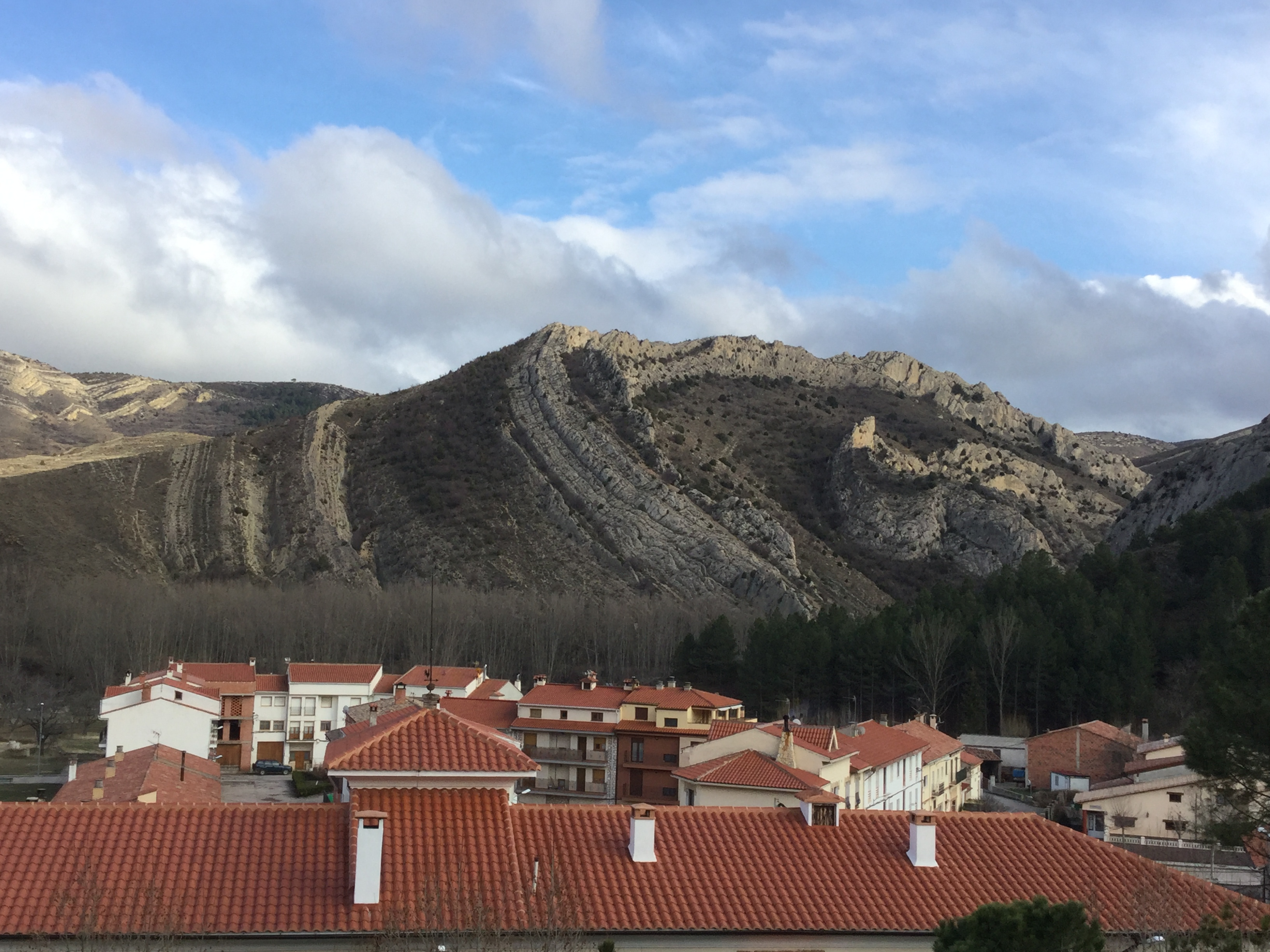
Aliaga està envoltada d'un parc geològic on es poden estudiar els últims 200 milions d'anys d'història de la terra.

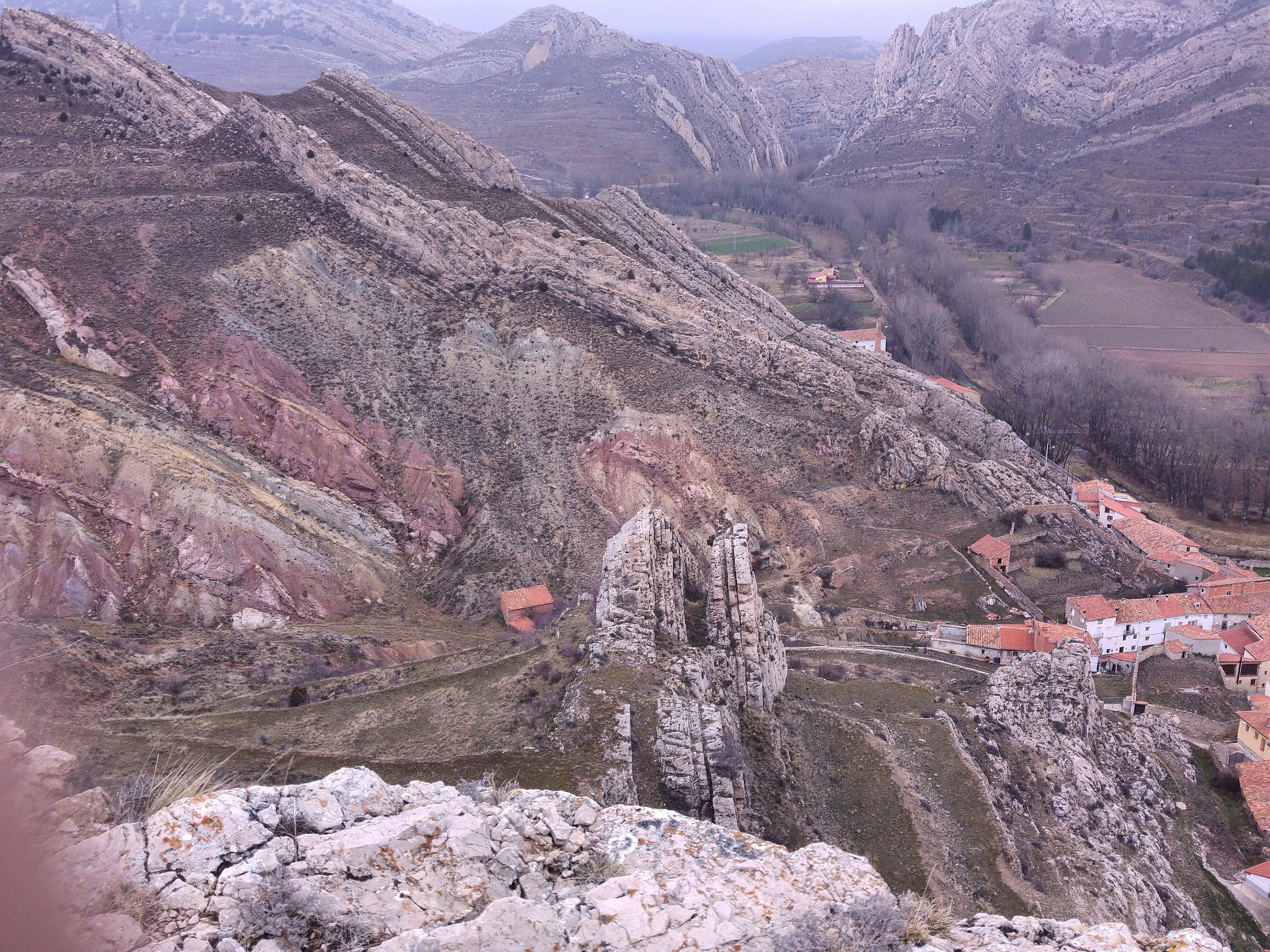
Vista des del Castell d'Aliaga

El parc geològic d'Aliaga és una de les zones de major interès geològic de l'Aragó, un mirador dels últims 200 milions d'anys d'història de la terra. Hi ha quatre nuclis d'interès:
1. Successió d'estrats del període Cretaci. L'alternança de formacions calcàries d'origen marí i formacions arenoses i argiloses sedimentades en rius i llacs que reflecteix els successius avenços i retirades de la línia de costa en aquest període.
2. Les formacions continentals de l'era terciària, amb afloraments de detall on els llits de graves i sorres registren la dinàmica de les lleres fluvials que els van dipositar.
3. Les deformacions tectòniques adquirides per les capes durant l'Orogènia Alpina, caracteritzades per una superposició de dos sistemes de plecs d'adreces Nord Sud i Est Oest que produeixen estructures de gran espectacularitat.
4. Les singulars i capritxoses formes en relleu que resulten de l'erosió selectiva de les capes i les estructures, donant un paisatge en el qual destaca l'empremta de la geologia.[2]

## Castell d'Aliaga

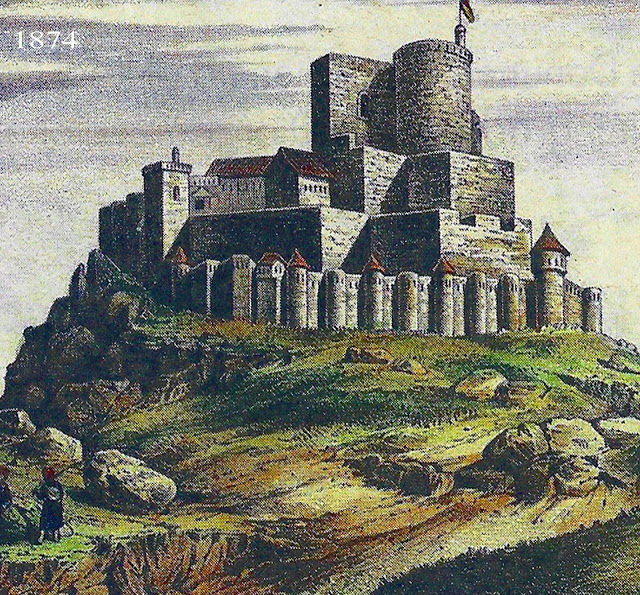
Litografia del castell 1874

La part central del Castell és d'origen musulmà, es va construir aprofitant el terreny escarpat. Segurament va ser construït a principis del segle xii, l'any 1163 ve documentat en la donació que Sancho de Tarazona fa a l'hospital, regnant Alfons II, i on aquesta donació inclou la vila, l'església i el castell.
A la part sud s'aprecien encara les 12 torrasses truncades així com diverses ruïnes dels diferents recintes.
Reforçat l'any 1838, disposava de tres recintes disposats de forma triangular, fosses i diversos subterranis habilitats en la guerra carlina (1840) com a hospital. El primer recinte era una forta muralla flanquejada per 12 torrasses circulars i una gran torre quadrada amb espitlleres, el segon estava format per una altra muralla amb baluards també quadrats i el tercer recinte era el castell amb dues grans torres.

## Clima, vegetació i fauna
El clima és el característic de la muntanya mediterrània interior: fred extrem i relativament sec. La temperatura mitjana anual és de 8,5 °C amb valors extrems de 35 a l'estiu i -15 °C a l'hivern. La precipitació anual mitjana és de 485 litres/m2.
En la seva vegetació hi ha pinedes de pi roig i pinassa a l'est i sud-est d'Aliaga així com algunes zones amb restes de bosc mediterrani de carrasques i rebolls. Els vessants estan coberts per una garriga d'arbustos xeròfits, adaptats a la sequedat gràcies a la reducció de les seves fulles o la transformació d'aquestes en espines. Entre ells hi ha argelagues, plantes aromàtiques com la farigola o l'espígol i, en àrees elevades i exposades als vents, arbusts de port encoixinat com l'eriçó. Sobre la garriga destaquen abundants ginebres i savines que, però, mai arriben a formar masses compactes. Al llarg dels rius hi creix una vegetació ripícola de pollancres.
Entre la fauna de mida més gran que pobla la zona destaquen el conill, la llebre, el senglar, la perdiu roja, la guatlla i el tudó; mamífers predadors com la guineu, teixó i mostela; aus rapinyaires com l'àguila cuabarrada i carronyeres con el voltor comú, al costat d'altres més comuns com el mussol, el corb i la garsa.

## Galeria

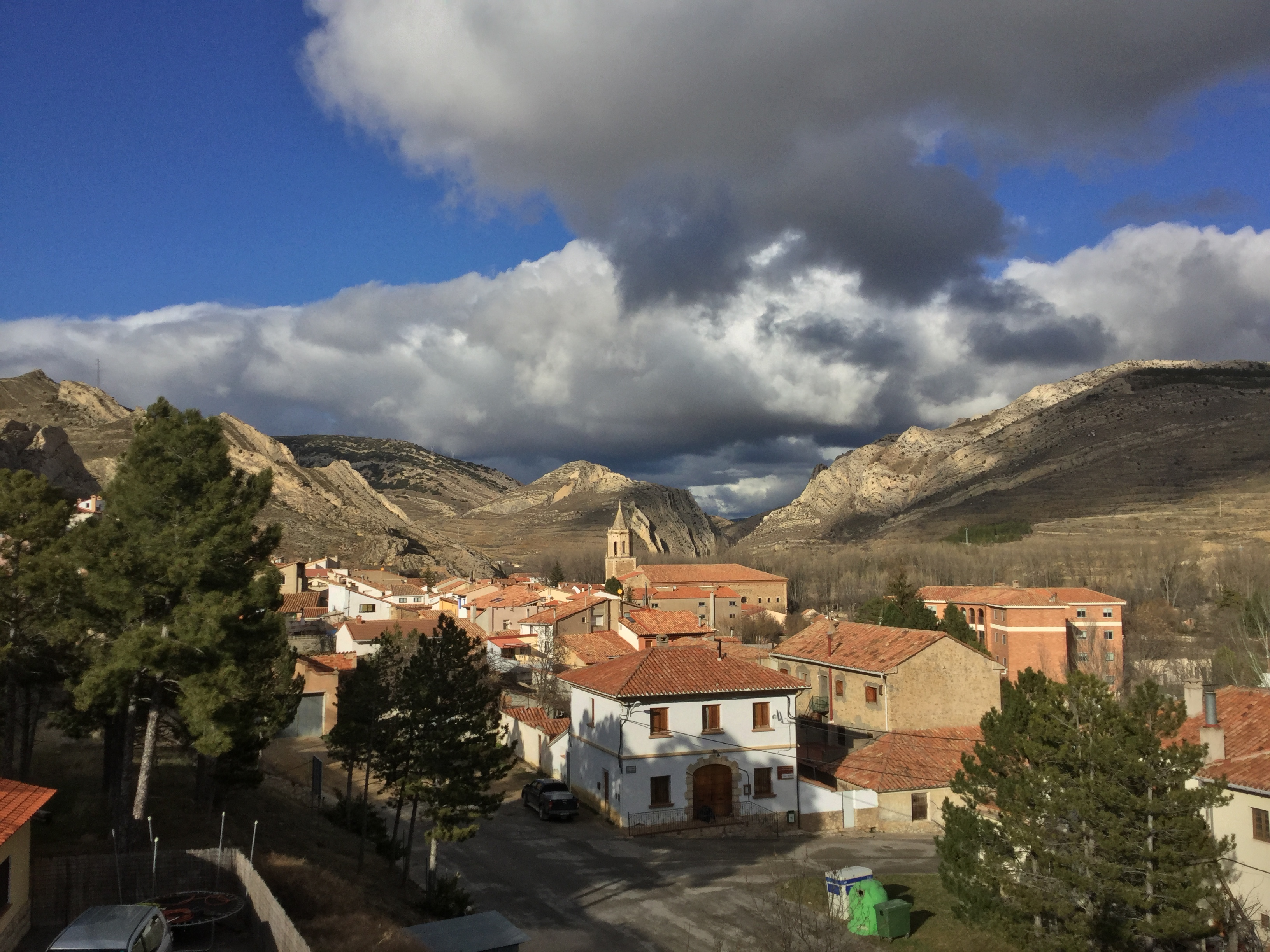
Vista general d'Aliaga (2016)
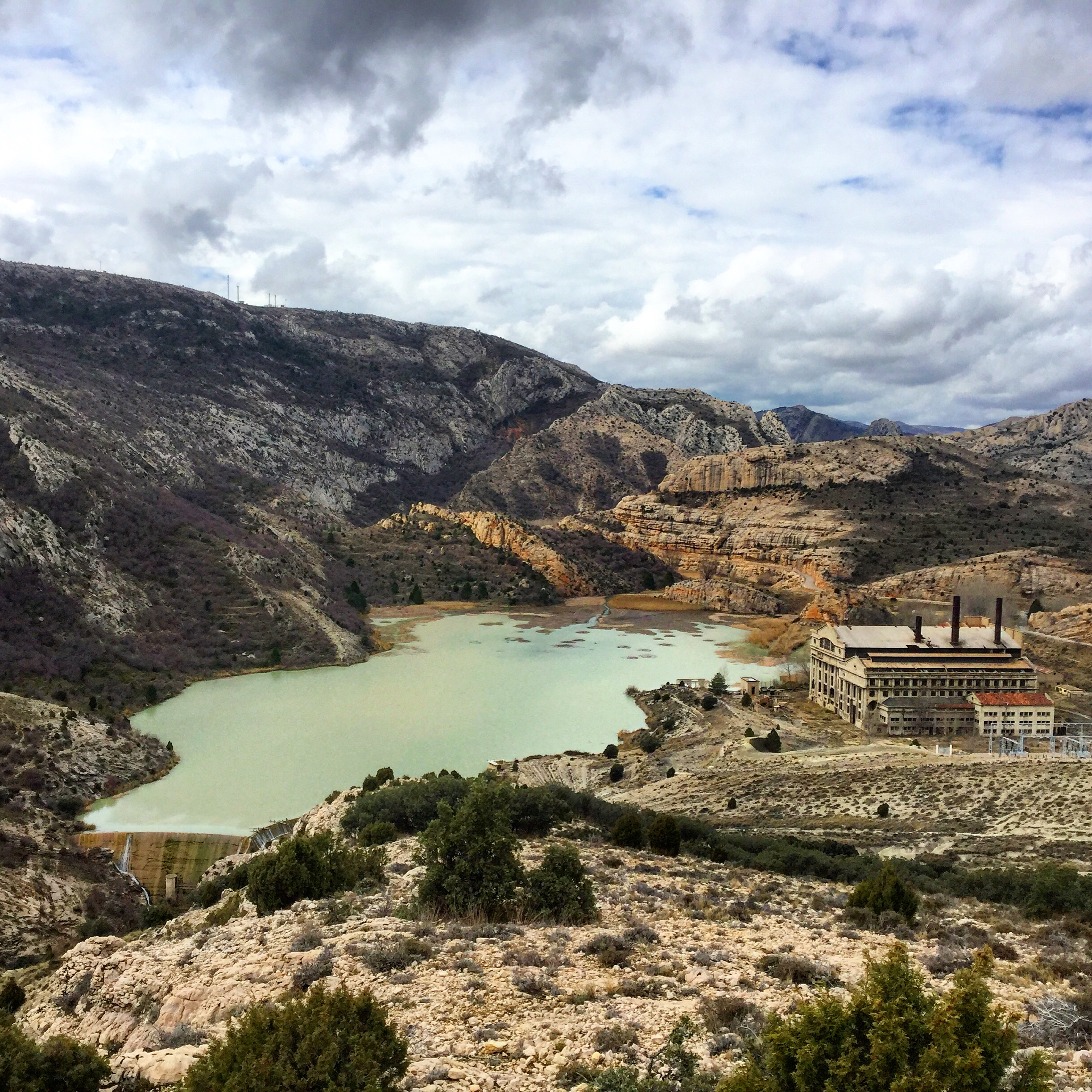
Embassament i central tèrmica d'Aliaga (any 2016)
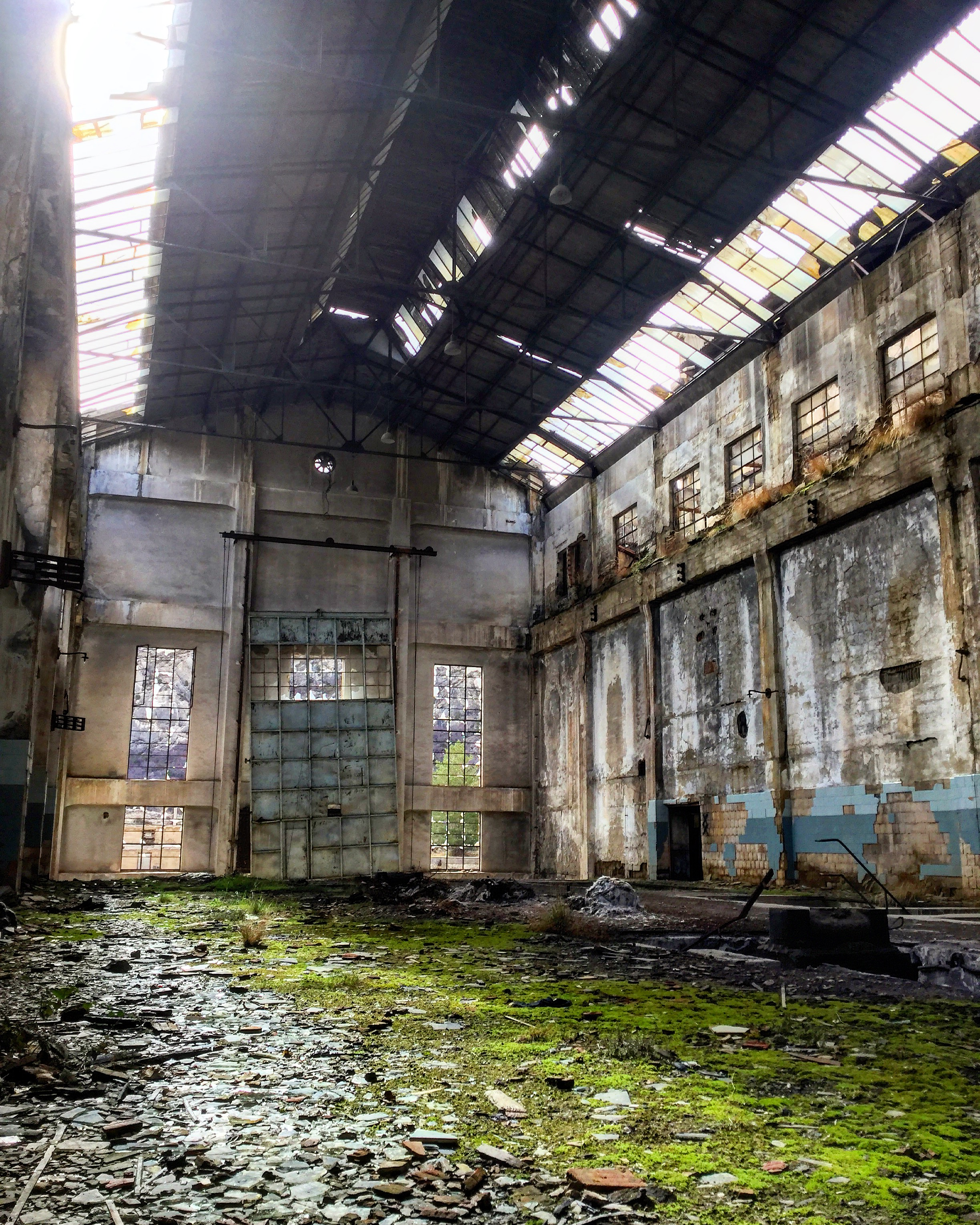
Interior de la central tèrmica (2016)
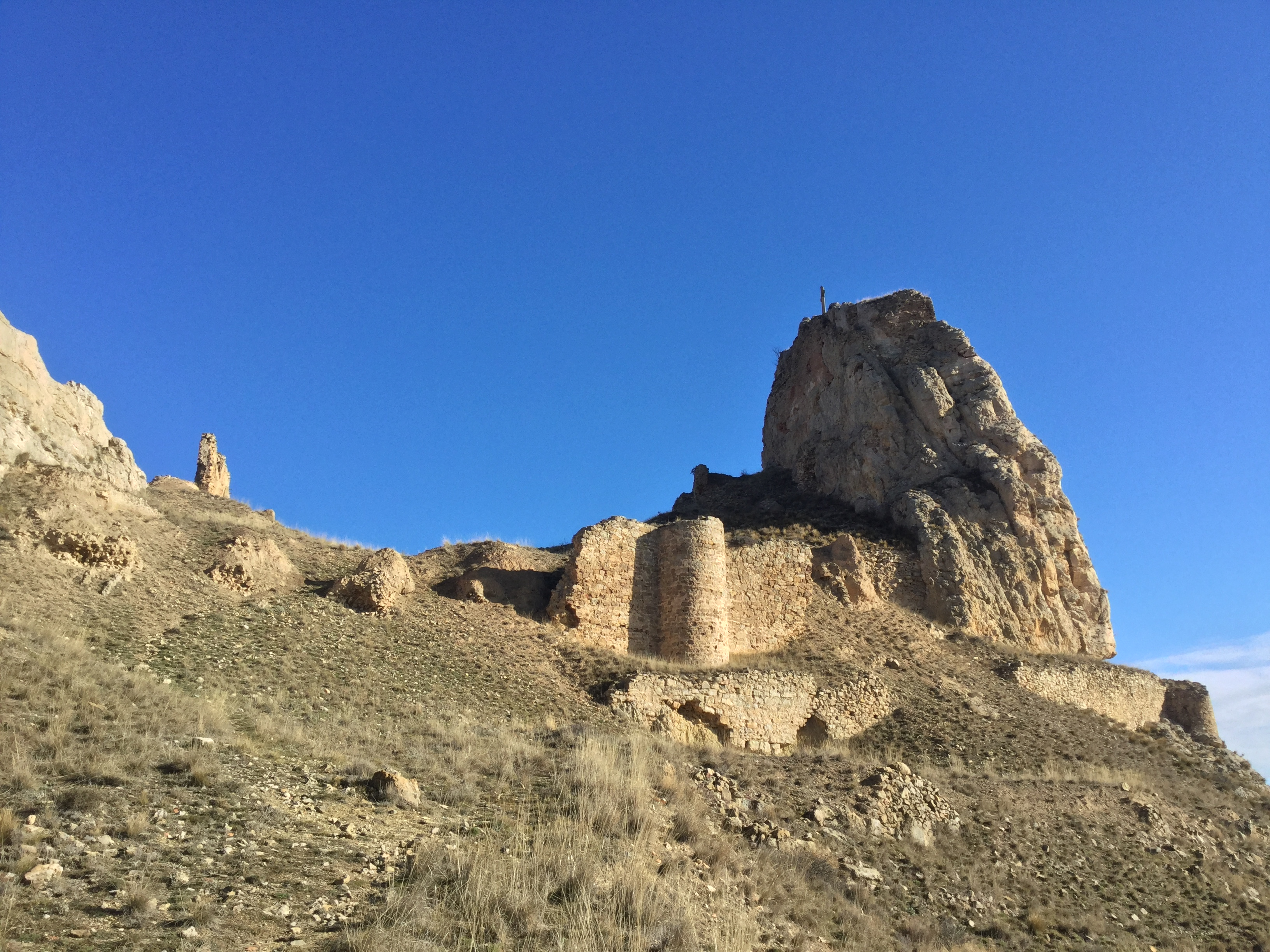
Restes del castell d'Aliaga (2016)